# Adolphe Dzokanga
 (mai 2019).
Le professeur Adolphe Dzokanga est un linguiste congolais pionnier dans l'étude et la diffusion de la langue lingala. 

## Origines, jeunesse et formation
Adolphe Dzokanga naît en 1942 à Makotimpoko, au bord du fleuve Congo. Il est originaire de la tribu Moye appartenant au groupe ethnique Bangala, traditionnellement pêcheurs. Il étudie en Lingala, Bobangi, Français et Latin auprès de missionnaires dans la région de Bolobo, puis à l'École normale d'Ipoto, au Zaïre. Il poursuit ensuite ses études en France et soutient une thèse de doctorat en Lettres et sciences humaines à Paris, à l'Inalco.

## Carrière
Adolphe Dzokanga participe à faire reconnaître et à valoriser la langue lingala, qu'il enseigne à La Sorbonne et à l'Institut National des Langues et Civilisations Orientales (INALCO). Il rédige des ouvrages de référence pour la transmission et l'enseignement de la langue (dictionnaires, manuels) et traduit des textes importants, dont la déclaration des droits de l'homme. Il a également été journaliste à la Voix de la Révolution Congolaise et professeur à l'Université Marien Ngouabi à Brazzaville, attaché de presse à la Présidence de la République. Il est également membre de l'Association Congolaise d'Amitié entre les Peuples (ACAP), de l'Union nationale des écrivaines, artistes et artisans congolais (UNEAC) et de l'Association des écrivains de langue française mer et outre-mer (ADELF).  Il formalise et fait reconnaître le Lingala littéraire, et est un acteur important de la diffusion de cette langue africaine internationale, et de la réflexion sur la place et les enjeux des langues véhiculaires africaines. Il participe aux recherches étymologiques en vue de déterminer l'origine du Lingala, qu'il désigne comme étant originellement la langue du groupe ethnique Bangàla, et étant probablement issu du Bobangi. Adolphe Dzokanga reste prudent quant à l'origine de la langue. Il mène notamment des études comparatives entre les langues de la région.

## Mort et postérité
Il meurt en août 1998. Ses enfants Brigitte, Guy, Annick, Astrid, Nicolas et Freddy lui rendent hommage et mettent en avant son travail. En 2006, ils créent en sa mémoire les éditions Dzokanga pour perpétuer son engagement et accomplir sa volonté de diffuser le Lingala. La maison d'édition édite et diffuse ses œuvres à titre posthume.  La municipalité de Bonneuil honore également sa mémoire avec une plaque commémorative.

## Œuvres
Adolphe Dzokanga est principalement auteur de dictionnaires et de manuels de lingala. Il est également éditeur scientifiques de livres de culture lingala et traducteur Français-Lingala. 

### Auteur
- Dictionnaire Sémantique illustré Français-Lingala (2 vol.)
- Grammaire pratique du Lingala
- Nouveau dictionnaire illustré Lingala-Français
- Parler quotidien de Lingala
- Déclaration universelle des droits de l'homme, cassette audio, Français - Lingala
- La dette de l'État au Congo belge
- Adaptation de la langue lingala au contact socio-économique contemporain : nouveau dictionnaire sémantique français-lingala illustré de dessins et grammaire pratique du lingala (thèse de doctorat en lettres et sciences humaines soutenue en 1988 à l'Inalco)[2]
- Vocabulaire Lingala-Français[12]

### Éditeur scientifique
- Chansons et proverbes Lingala[13]
- Proverbes, chansons et contes Lingala

### Traducteur
- Mateya ma politique na lingala - Initiation à la politique en lingala[14]
- Déclaration universelle des droits de l'homme - Texte + Cassette audio[12]

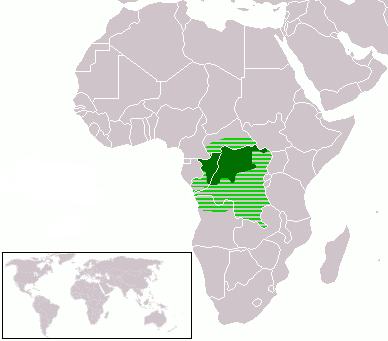
Carte Lingala